# Prassi
Prassi is een plaats in de Estlandse gemeente Hiiumaa, provincie Hiiumaa. De plaats heeft de status van dorp (Estisch: küla).
Tot in oktober 2017 behoorde Prassi tot de gemeente Emmaste en sindsdien tot de fusiegemeente Hiiumaa.

## Bevolking
Het aantal inwoners is tamelijk stabiel, zoals blijkt uit het volgende staatje:
| Jaar            | 2000 | 2011 | 2017 | 2019 | 2021 |
| --------------- | ---- | ---- | ---- | ---- | ---- |
| Aantal inwoners | 8    | 9    | 9    | 11   | 7    |

## Ligging
De plaats ligt aan de zuidkust van het eiland Hiiumaa. De Tugimaantee 83, de secundaire weg van Suuremõisa via Käina naar Emmaste, komt door Prassi.
Een deel van het dorp valt onder het natuurreservaat Tilga looduskaitseala (99,9 ha).

## Geschiedenis
Volgens het Dictionary of Estonian Place names werd Prassi voor het eerst vermeld in 1565 onder de naam Thomas Brasz. In 1782 heette het plaatsje Prassi Siem en in 1844 had het als Prassi de status van dorp. Het Baltisches historisches Ortslexikon zegt dat Prassi voor het eerst genoemd werd in 1798 als Trassi. De plaats lag op het landgoed Großenhof (Suuremõisa) en vanaf 1796 op het landgoed Emmast (Emmaste).
De oorsprong van de naam is onduidelijk. Het Dictionary of Estonian Place names geeft twee mogelijke verklaringen. De naam kan zijn afgeleid van de naam van een zeeman die in het dorp woonde, Thomas Brasz, of van de naam Ambrosius, afgekort als Brass.
De buurdorpen Kõmmusselja en Tilga maakten tussen 1977 en 1997 deel uit van Prassi.